# ケビン・ドハーティ
ケビン・ドハーティ（Kevin Doherty、1958年11月6日 - ）は、カナダのトロント出身の柔道選手。階級は78kg級。身長178cm。段位は7段。現在はカナダ柔道連盟の副会長を務めている。

## 人物
1979年のパンアメリカン競技大会71kg級で2位になった。1980年のモスクワオリンピック。1981年の世界選手権78kg級では銅メダルを獲得した。1982年のパンナム選手権では2位だった。1984年のロサンゼルスオリンピックでは7位に終わった。1986年の英連邦競技大会では86kg級に出場して3位だった。1988年のソウルオリンピックでは78kg級で5位に終わった。

## 主な戦績
- 1979年 - パンアメリカン競技大会　71kg級　2位
- 1980年 - ドイツ国際　優勝
- 1981年 - ハンガリー国際　優勝
- 1981年 - ドイツ国際　優勝
- 1981年 - オランダ国際　優勝
- 1981年 - 世界選手権　3位
- 1982年 - フランス国際　3位
- 1982年 - パンナム選手権　2位
- 1984年 - ロサンゼルスオリンピック　7位
- 1985年 - ドイツ国際　3位
- 1986年 - 英連邦競技大会　86kg級　3位
- 1986年 - 嘉納杯　86kg級　7位
- 1988年 - ソウルオリンピック　5位